# Hegyi nyala
A hegyi nyala vagy Buxton-hegyiantilop (Tragelaphus buxtoni) az emlősök (Mammalia) osztályának párosujjú patások (Artiodactyla) rendjébe, ezen belül a tülkösszarvúak (Bovidae) családjába és a tulokformák (Bovinae) alcsaládjába tartozó faj.
A csavartszarvú antilopok utolsóként felfedezett faja, csak 1910-ben fedezték fel. Nevét felfedezője, Ivor Buxton őrnagy után kapta.

## Előfordulása
A hegyi nyala elterjedési területe az Etióp-magasföld mindössze 150 négyzetkilométeres szeletére korlátozódik, főként a Bale-hegység 3000-4000 méter magasságú régióiban él. Bozótosok, felföldi lápok, hanga- és köderdők lakója. 3000-3700 méter közötti magasságban fekvő területeken él, valamilyen állandó vízforrás közelében. Az 1980-as években már csak 2000-4000 példány élt ebből a fajból.

## Megjelenése
A hegyi nyala fej-törzs-hossza 190-260 centiméter, a hím marmagassága 120-135 cm, a tehéné 90-100 cm, szarva hossza 118 cm is lehet. Testtömege a bikánál 180-300 kilogramm, míg a tehénnél 150-200 kg. A bika szőrzetének színe a homokszíntől a sötétbarnáig változhat. Farán, combján és lágyékán 6-10 fehér pötty és 2-5 fehér csík található. Szőrzete a nyakán és a vállán hosszú, merev szálú. Tarkójától a farkáig rövid sörény húzódik. A tehén színezete és mintázata a bikáéra hasonlít, de a szőre rövid és sima. A tehénnek nincs szarva és kisebb termetű mint a bika. A szemek között és a pofa környékén fehér rajzolat látható. Oldalt ülő, nagy fülek árulkodnak az állat kifinomult hallásáról. A fehér hegyű, szélesen terpesztett szarv másfél-két csavart ír le a hossztengelye körül.

## Életmódja
Alkonyatkor aktív. A tehenek és borjaik csordákat alkotnak, a bikák magányosan élnek. Tápláléka levelekből, hajtásokból és füvekből áll. Akár 16 évig is élhet.

## Szaporodása
A tehén ivarérettségét 12 hónaposan éri el, míg a bika csak 18 hónapos korában. A párzási időszak október–december között van. A vemhességi idő 7-9 hónapig tart, ezt követően a tehén egy borjat hoz a világra. Hat hónap után következik be az elválasztás.